# Gaetano Veneziano
Gaetano Veneziano (1665? Bisceglie – 15. července 1716 Neapol) byl italský hudební skladatel a pedagog.

## Život
Gaetano již v deseti letech začal studovat na neapolské konservatoři Conservatorio di Santa Maria di Loreto, kde byl jeho učitelem Francesco Provenzale. 10. července 1684 byl na této konzervatoři jmenován sbormistrem.
V roce 1686 se stal druhým varhaníkem královské kaple a v roce 1678 byl jmenován hlavním varhaníkem. V roce 1703 opustil Alessandro Scarlatti místo kapelníka královského orchestru a byl vypsán konkurz na jeho nástupce. Soutěže se zúčastnili čtyři skladatelé včetně Veneziana. V konkurzu zvítězil a 25. října 1704 byl jmenován královským maestrem. Z této funkce se dlouho netěšil. V roce 1707 Rakušané dobyli Neapol a Veneziano musel jako představitel bývalého režimu opustit své postavení. Na konzervatoři Santa Maria di Loreto však pokračoval v činnosti až do své smrti v roce 1716. Ve funkci ředitele konzervatoře ho vystřídal jeho syn Giovanni Veneziano.

## Dílo
Veneziano komponoval převážně duchovní hudbu. Jeho dílo zahrnuje více než 120 skladeb, které jsou dnes většinou uloženy v knihovně Biblioteca dei Filippini di Napoli. Kromě chrámových skladeb zkomponoval dvě opery a několik skladeb komorního charakteru.
Opery
- La Berenice regina degli Argivi (libreto Isidoro Calisto, 1687 Conversano)
- Li pastori e le ninfe di Partenope (1706 Neapol)

Další díla (výběr)
- La Santissima Trinità, oratorio a 5 voci per archi e basso continuo
- Exsultet orbis gaudijs, mottetto per soprano e contralto, 2 violini e basso continuo
- Lectio I del Primo Notturno del Mercoledì Santo, per soprano e violini
- Lectio III del Primo Notturno, per soprano e violini
- Sinfonia a 7 strumenti, per 2 violini, viola, violoncello, doppio basso, liuto e organo